# Festival du film francophone d’Angoulême
Das Festival du film francophone d’Angoulême (FFA) ist ein französisches Filmfestival, in dem internationale frankophone Filme gezeigt werden.
Das Festival findet seit 2008 jedes Jahr in der letzten Augustwoche in Angoulême im Département Charente statt.

## Geschichte und Organisation
Das Festival wurde im Jahr 2008 von den Filmproduzenten Marie-France Brière, Dominique Besnehard und Patrick Mardikian gegründet.
Aus den Bewerbungen wird von einer Jury eine Vorauswahl von 10 Filmen pro Kategorie getroffen. Vor jedem Film, der am Wettbewerb teilnimmt, werden frankophone Animationsfilme gezeigt. Zwei Filme werden jeweils in einer Vorpremiere präsentiert. Während des Festivals finden Retrospektiven zu unterschiedlichen Themen oder Personen des frankophonen Films statt.

## Kategorien und Preise
Preise werden in jeweils neun Kategorien verliehen, der beste Spielfilm erhält einen Valois de diamant. Die Sieger in den anderen Kategorien erhalten einen Valois d’Or.
- Valois de diamant – bester Film
- Valois du jury – Jurypreis
- Valois Rothschild Martin Maurel – vergeben von einer Jury aus Vertretern von Filmvertriebsgesellschaften (distributeurs)
- Valois des étudiants francophones – vergeben von einer Studentenjury
- Valois René Laloux – für den besten Animations-Kurzfilm
- Valois du scénario – Drehbuchpreis
- Valois de l’acteur – bester Schauspieler
- Valois de l’actrice – beste Schauspielerin
- Valois SACEM de la musique – Filmmusik
- Mention spéciale – besondere Erwähnung

2010 wurde Claude Lelouch mit einem Ehren-Valois für sein Lebenswerk ausgezeichnet.